# Нічна зміна
Нічна зміна — робота в період часу з 22:00 до 6:00.

## Регулювання
Відповідно до статті 54 «Кодекс законів про працю України» робота в нічний час встановлена тривалість роботи (зміни) скорочується на одну годину. Це правило не поширюється на працівників, для яких уже передбачено скорочення робочого часу. Тривалість нічної роботи зрівнюється з денною в тих випадках, коли це необхідно за умовами виробництва, зокрема у безперервних виробництвах, а також на змінних роботах при шестиденному робочому тижні з одним вихідним днем.